# دنيس ريتشاردسون (دبلوماسي)
دنيس ريتشاردسون (بالإنجليزية: Dennis Richardson)‏ هو دبلوماسي أسترالي، ولد في 14 مايو 1947 في كيمبسي في أستراليا.